# HD51688
HD51688 — хімічно пекулярна зоря спектрального класу B8, що має видиму зоряну величину в смузі V приблизно 6,4.
Вона  розташована на відстані близько 1199,1 світлових років від Сонця.

## Пекулярний хімічний вміст
Зоряна атмосфера HD51688 має підвищений вміст 
Si
.

## Магнітне поле
Спектр даної зорі вказує на наявність магнітного поля у її зоряній атмосфері.
Напруженість повздовжної компоненти поля оціненої з аналізу
становить 550,2± 557,7 Гаус.